# Domenico Petrucci
Domenico Petrucci (Civita Castellana, XVI secolo – Bisignano, prima del 25 maggio 1598) è stato un vescovo cattolico italiano, fu vescovo di Strongoli (1582-1584) e successivamente vescovo di Bisignano (1584-1598)..

## Biografia
Il 17 giugno 1582, durante il pontificato di papa Gregorio XIII, Domenico Petrucci fu nominato vescovo di Strongoli. Il 17 giugno 1582 fu consacrato vescovo da Giulio Antonio Santori, cardinale presbiterio di San Bartolomeo all'Isola, con Giovanni Battista Santorio, vescovo di Alife, e Agostino Quinzio, vescovo di Curzola, che fungevano da co-consacratori. Il 23 luglio 1584, fu nominato durante il pontificato dello stesso papa Gregorio XIII vescovo di Bisignano. Fu vescovo di Bisignano fino alla sua morte avvenuta nel 1598.

## Genealogia episcopale
La genealogia episcopale è:
- Cardinale Scipione Rebiba
- Cardinale Giulio Antonio Santori
- Vescovo Domenico Petrucci